# Paraíso das Águas
Paraíso das Águas é um município brasileiro da região Centro-Oeste, situado no estado de Mato Grosso do Sul. Fica no nordeste do estado, entre Camapuã e Chapadão do Sul, e sua população, conforme estimativas do IBGE de 2021, era de 5 751 habitantes.
O município de Paraíso das Águas foi emancipado pelo governo estadual em 2003 após a realização de plebiscito em Água Clara, Costa Rica e Chapadão do Sul. Segundo o Tribunal Regional Eleitoral (TRE-MS), o ato foi aprovado por 96,34% dos eleitores. Entretanto, o decreto de emancipação foi questionado judicialmente pela prefeitura de Água Clara, que alegava prejuízo na economia por conta da perda de território. O impasse durou até dezembro de 2009, quando o Supremo Tribunal Federal (STF) considerou válido o decreto estadual que dava autonomia a Paraíso.

## História
Paraíso das Águas é o mais novo município de Mato Grosso do Sul. O anúncio foi feito na manhã do dia 3 de dezembro de 2009 pelo ministro do STF (Supremo Tribunal Federal), Ricardo Lewandowski. Com a criação do novo município, Mato Grosso do Sul passaria a abranger 79 municípios.
A informação foi transmitida pelo prefeito de Chapadão do Sul, Jocelito Krug (PMDB), que esteve pela manhã na Assembleia Legislativa reunido com o deputado estadual Ary Rigo (PSDB), um dos maiores batalhadores pela emancipação do distrito. A decisão do ministro coloca ponto final na Adin (Ação Direta de Inconstitucionalidade) movida pelo Ministério Público Federal (MPF) arguindo a criação do município. Tentativa semelhante teve o então prefeito de Água Clara, Ésio Vicente de Matos (DEM), que alegava prejuízo a economia do município. Na petição, eles argumentaram que a Emenda Constitucional 57, de dezembro do ano passado, convalidou as leis estaduais que criaram municípios até 31 de dezembro de 2006.
Porem, ainda está em discussão a emancipação, pois o atual prefeito de Chapadão do Sul, Luiz Felipe (PTdoB) entrou com uma ação na justiça para que sejam devolvidas as terras de Chapadão do Sul, cedidas pelos prefeitos anteriores, Jocelito Krug e Joao Carlos Krug, caso a ação seja procedente, poderá o hoje municipio de Paraiso das Aguas, voltar a ser distrito.
O decreto estadual que criou Paraíso das Águas foi publicado em 29 de setembro de 2003. Contudo o processo de criação foi suspenso na Justiça pelo município de Água Clara. O distrito ganhou autonomia e tornar-se-ia município em 29 de setembro de 2003, sendo desmembrado a partir dos municípios de Água Clara, Costa Rica e Chapadão do Sul, possuindo assim 3.251 km². Porém, a lei que criava o novo município foi considerada inconstitucional após a prefeitura de Água Clara ter recorrido à Justiça.
As eleições chegaram a ser marcadas para março de 2010, mas foram suspensas pelo Tribunal Superior Eleitoral (TSE). O órgão determinou que a escolha do prefeito e dos vereadores fosse realizada nas eleições municipais de 2012. O presidente do TRE-MS, Josué de Oliveira, disse que a preocupação agora é com a formação do município, pois a partir da eleição do prefeito e dos vereadores, começam as atividades de fato. Câmara deve eleger seu presidente e a mesa diretora. Depois, é provável que os vereadores vão pensar na formação da lei orgânica municipal, que é a constituição do município. Por outro lado, o Executivo vai estruturar o seu trabalho, escolher os secretários e pensar também em um plano de cargos e carreiras para os funcionários que serão naturalmente escolhidos por concurso público.
Em seu penúltimo dia de governo do Estado de Mato Grosso do Sul, (30 de dezembro de 2014), André Puccinelli PMDB, inaugurou as rodovias MS-320, e MS-316 que liga o municio a Três Lagoas-MS, Água Clara-MS e Inocência-MS, Esta obra tem como objetivo impulsionar o crescimento econômico da região norte do Estado, dando mais suporte ao novo município. Com 150,9 quilômetros de extensão de rodovias e um investimento somado mais de R$ 213.685.034,950, A nova rodovia possibilita mais economia no transportes de produtos e fácil acesso da população as cidades vizinhas podendo chegar ao estado de São Paulo com mais rapidez.

## Geografia

### Localização
O município de  está situado no leste de Mato Grosso do Sul (Microrregião de Cassilândia). Localiza-se na latitude de 19º03’08” Sul e longitude de 52°58’06” Oeste.
Distância:
- 280 km da capital estadual (Campo Grande)

Os Correios (ECT) alteraram o Código de Endereçamento Postal (CEP) de Paraíso das Águas. O CEP que antes era 79552-000 como distrito de Costa Rica (MS), agora passa a ser 79556-000
Paraíso das Águas possui vastos campos mesclados, hora por chapadões outrora morraria, o território é cortado de norte a sul pelo rio sucuriú,

### Geografia política
Fuso horário
Está a -1 hora com relação a Brasília e -4 com relação ao Meridiano de Greenwich (Tempo Universal Coordenado).
Área
Ocupa uma superfície de 3,251 km².
Distritos
Bela Alvorada, Pouso Alto, Imbaúba.
Assentamentos
Alto Sucuriú e Mateira.
Arredores
Água Clara, Costa Rica, Camapuã e Chapadão do Sul.

### Hidrografia
Paraíso das Águas possui vastos campos mesclados, hora por chapadões outrora morraria, o território é banhado pelos rios Paraíso, Sucuriú, São Domingos e Rio Verde.

### Demografia
Sua população estimada em 2014 é de 5 047 habitantes.

## Infra-estrutura e economia
Paraíso das Águas tem atualmente 95% das vias asfaltadas e com rede de água, duas escolas públicas e um posto de saúde. Entre as deficiências, estão a falta de coleta e tratamento de esgoto e de um hospital.
A prefeitura não possui uma sede e ainda não tem estrutura administrativa organizada. Um prédio na entrada da cidade, é alugado para abrigar as secretarias e também o gabinete do prefeito.
A Câmara de vereadores também funciona em estrutura alugada
Suas principais economias são a agricultura e a pecuária. Em seu território destacam-se IACO AGRÍCOLA, Usina de álcool e Bio-energia, COOPER, Cooperativa dos produtores de Paraíso das Águas,  As águas abastece quatro usinas hidrelétricas instaladas no Rio Sucuriú e Paraíso, atualmente está em manutenção o projeto para instalação de mais uma.